# Serra del Morral
La Serra del Morral és una serra situada al municipi de Montferrer i Castellbò a la comarca de l'Alt Urgell, amb una elevació màxima de 1.064 metres.